# Tingena hastata
Tingena hastata är en fjärilsart som först beskrevs av Alfred Philpott 1916.  Tingena hastata ingår i släktet Tingena och familjen praktmalar. Inga underarter finns listade i Catalogue of Life.